# Nakléřovská hornatina
Nakléřovská hornatina je geomorfologický okrsek náležící do Krušnohorské subprovincie, konkrétně do celku Krušné hory a jejich podcelku Loučenská hornatina. Ve starším členění byla označována jako Nakléřovská vrchovina s nejvyšším bodem na Komáří hůrce. Odděluje Krušné hory od Děčínské vrchoviny, a po směru hodinových ručiček sousedí od východu s okrsky: Sněžnická hornatina (celek Děčínská hornatina), Chabařovická pánev a Libouchecká brázda (celek Mostecká pánev) a Cínovecká hornatina (celek Krušné hory). Dále se dělí na podokrsky Telnická hornatina a Petrovická vrchovina.[zdroj?] Jejím nejvyšším vrcholem je Rudný vrch (795,6 m n. m.) se stopami po hornické činnosti.

## Geologie
Typickými horninami v okrsku jsou starohorní až prvohorní ortoruly a metagranodiority. Místy se však vyskytují také denudační zbytky vyzdvižených cenomanských pískovců, prachovců a slepenců.

## Geomorfologie
Má charakter členité vrchoviny se strukturně denudačním reliéfem s rozlehlými plošinami a strukturními vrchy. Typově ji lze rozdělit na dvě části: zvlněnou náhorní planinu bez výraznějších vrcholů a členitou oblast s prudkými svahy.

## Ochrana přírody
Na území Nakléřovské hornatiny se nachází tři maloplošná chráněná území: přírodní rezervace Špičák u Krásného Lesa, Niva Olšového potoka a Černá louka. Velkou část rozlohy zaujímá také přírodní park Východní Krušné hory.